# 稲城中央公園

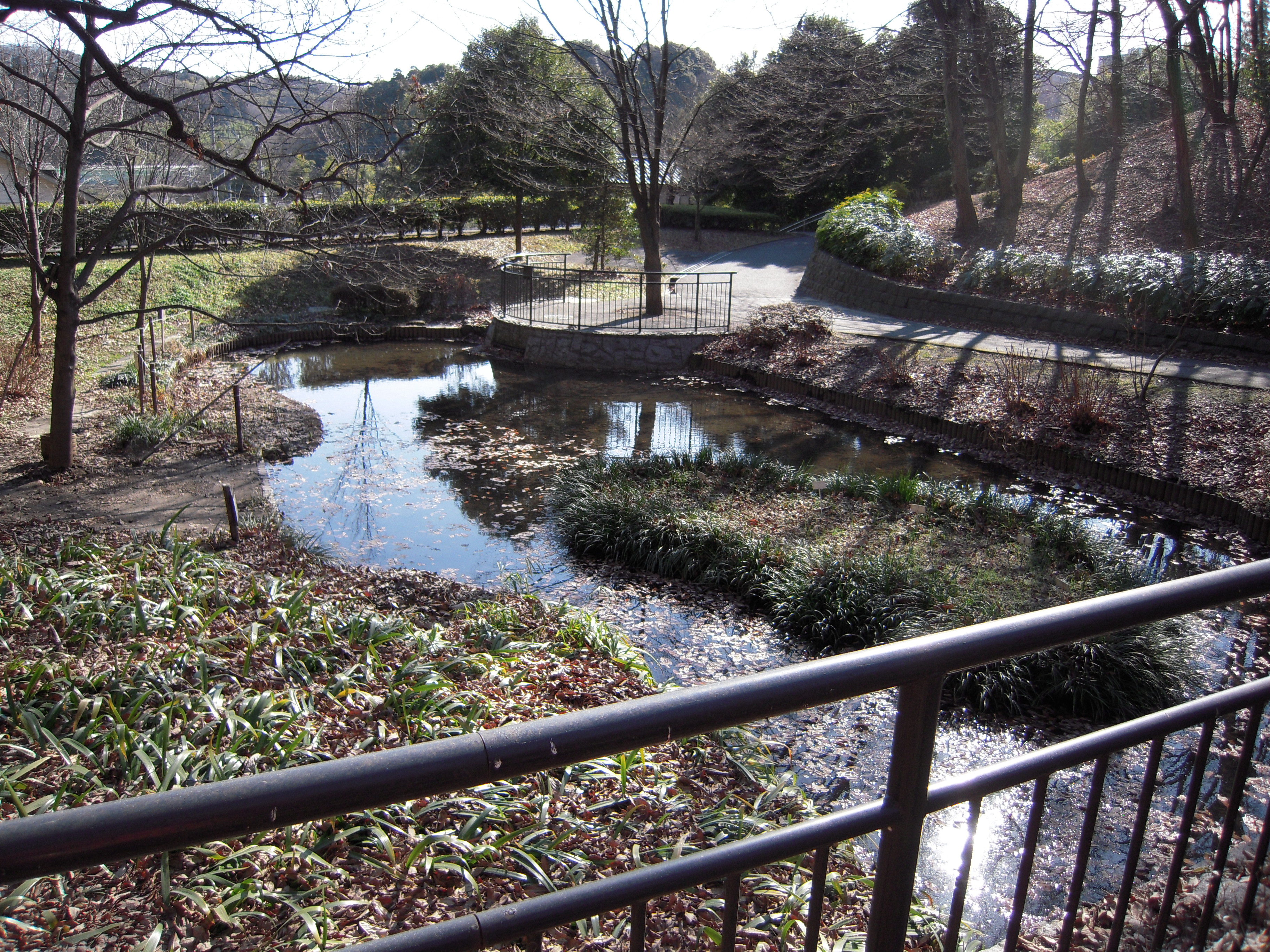
池 (2009年2月)

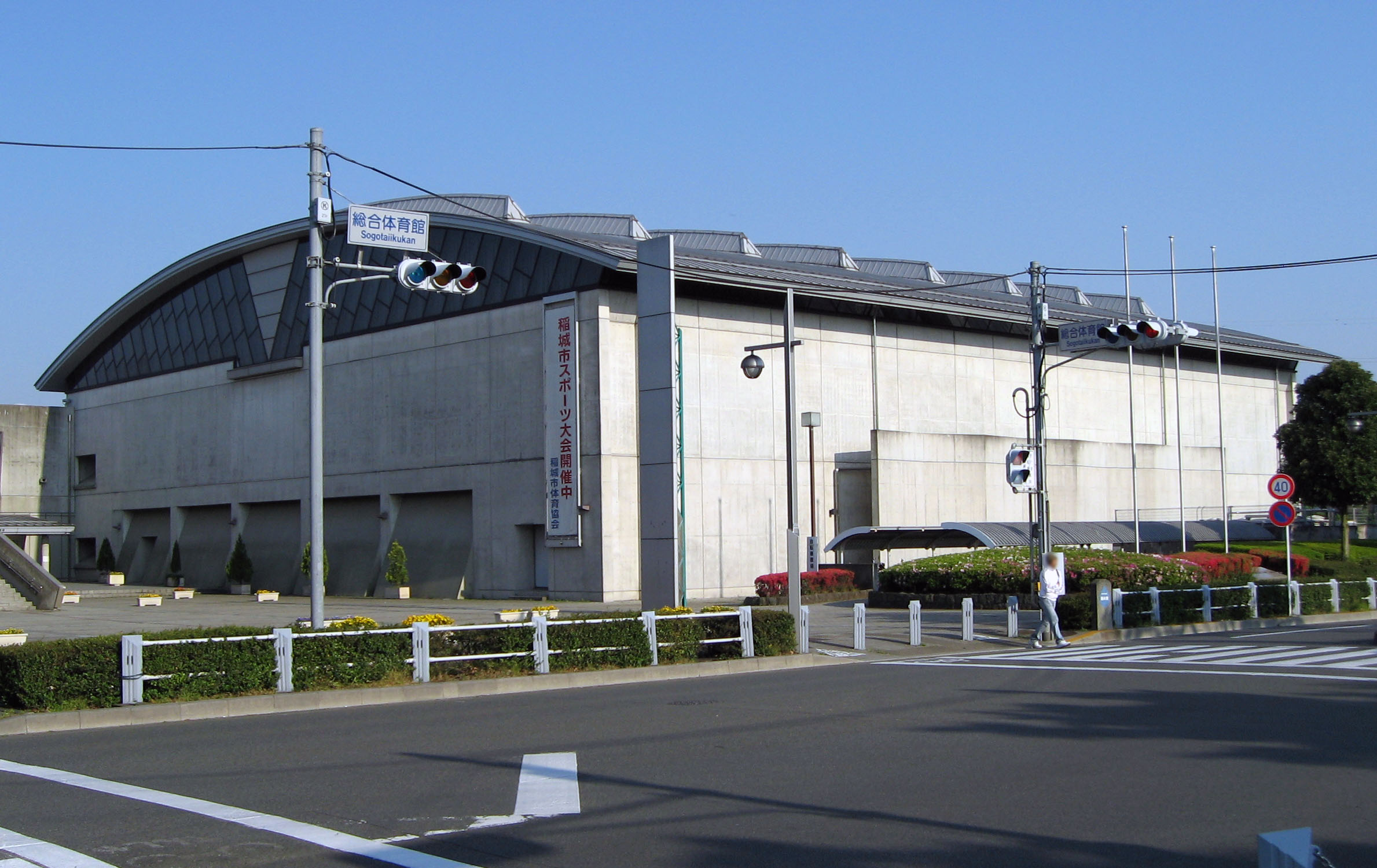
総合体育館 (2009年4月)

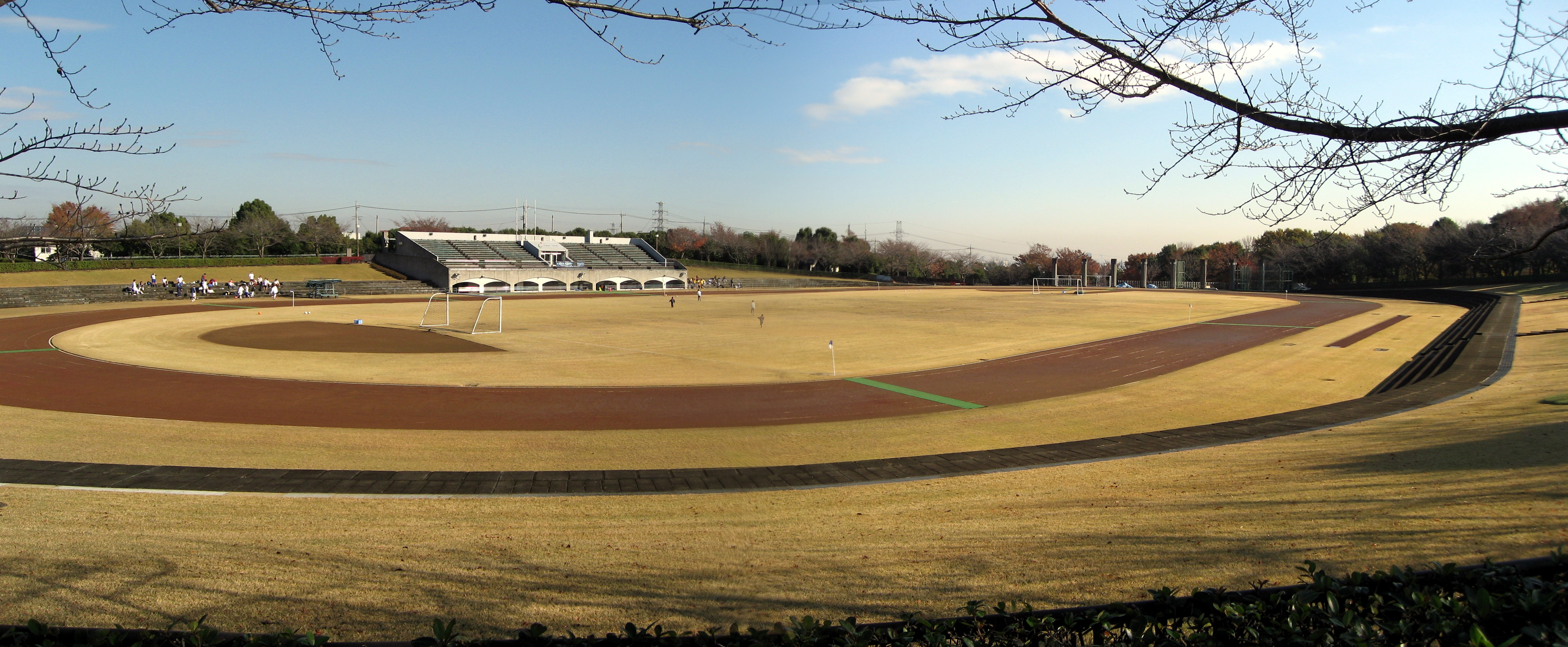
グラウンド全景 (2008年11月)

稲城中央公園（いなぎちゅうおうこうえん）は、東京都稲城市にある公園。稲城市総合体育館、稲城中央公園総合グラウンド、野球場などの施設や、くじら橋がある。

## 解説
稲城市域のほぼ中央に位置し、多摩ニュータウン開発の中でスポーツ施設を包含する大規模な「地区公園」として設置された。同市の都市計画マスタープランにおいては「まちの骨格となる緑地」と位置づけられる「緑の環」の中の「レクリエーション交流緑地」として総合公園に分類されている。
開園は1991年で、面積は約20万平方メートル（約60,500坪）に及ぶ大規模な公園である。敷地内には総合グラウンド、総合体育館、多摩丘陵の谷戸地形を利用した小川、遊具が設置された広場などが整備されている。総合グラウンドの南側は里山として整備されているが、自然林が残されており、かつての多摩丘陵の姿を残す貴重な空間である。公園は南多摩尾根幹線道路を挟み歩行者専用道路の「くじら橋」を通じ、南北に一体化され広大に存在しているが、かつて北側の野球場は向陽台住区の「近隣公園」である稲城第二公園に属していた。
春には、グラウンド周辺に植えられた数十本のソメイヨシノが一斉に咲き、花見の人たちが多く訪れる。2009年からは、花見の期間に合わせ総合グラウンドの一部開放が始められた。
毎年10月には、稲城市内で最大のイベントである「いなぎ市民祭」会場として使用される。

## 稲城中央公園総合グラウンド
公園内にあるスポーツ施設のひとつで陸上トラックとサッカーなどが行われる天然芝のフィールドを有し、なでしこリーグ1部の日テレ・ベレーザのホームゲームなど様々な試合が行われるほか、市民向けの催し物やスポーツイベントなども行われる。
2004年7月25日に行われた日本女子サッカーリーグ（当時の略称はL・リーグ）公式戦「日テレ・ベレーザ対TASAKIペルーレFC」では、この年の8月に行われたアテネオリンピックに出場する代表選手が両チームに多くいたことなどから注目を集め、女子サッカーとしては異例の2500人もの大観衆を集めた。
なお、稲城市はJリーグの東京ヴェルディの本拠地で、バックスタンドの芝生席は右側にヴェルディのロゴタイプを植栽しており、左側の「1市民1スポーツ」という植栽と対を成しているのが特徴である（ただし一般的にサッカーの試合では、右側は相手チームの応援席になる）が、ヴェルディのホームスタジアムは多摩川の対岸にある調布市の東京スタジアム（通称・味の素スタジアム）とされており、またヴェルディのトップチームが出場するJリーグの公式戦を実施する条件を満たしていないため、同グラウンドでは開催できない。

### 概要
- 日本陸上競技連盟公認（4種）グラウンド
- 所在地：東京都稲城市長峰1-1
- 施設面積：28,640m2
  - メインスタンド：1000人（木製ベンチ）、屋根なし
  - バックスタンドおよびゴール裏：10,000人（芝生席）
  - 付帯設備：放送室、記録室、更衣室、シャワー室
- 競技場面積：19,220m2
  - 陸上トラック
  - 天然芝フィールド（103m×68m）

## 所在地
東京都稲城市長峰一丁目1番地、向陽台四丁目1番地の1。

## アクセス
- 常時開園、入園料無料。
- バス停「中央公園」下車。
- 計300台弱が停められる駐車場あり（無料、夜間は閉鎖）。

## 注
1. ↑  稲城市都市計画マスタープラン - 稲城市ホームページ
2. ↑  稲城中央公園
3. ↑  「総合グラウンドで、さくら鑑賞をどうぞ！」 - 稲城市ホームページ
4. ↑  広報いなぎ - 稲城市ホームページ